# Bison (Kansas)
Bison és una població dels Estats Units a l'estat de Kansas. Segons el cens del 2000 tenia 235 habitants.

## Demografia
Segons el cens del 2000, Bison tenia 235 habitants, 97 habitatges, i 70 famílies. La densitat de població era de 349 habitants per km².
Dels 97 habitatges en un 29,9% hi vivien nens de menys de 18 anys, en un 62,9% hi vivien parelles casades, en un 6,2% dones solteres, i en un 27,8% no eren unitats familiars. En el 27,8% dels habitatges hi vivien persones soles el 15,5% de les quals corresponia a persones de 65 anys o més que vivien soles. El nombre mitjà de persones vivint en cada habitatge era de 2,42 i el nombre mitjà de persones que vivien en cada família era de 2,96.
Per edats la població es repartia de la següent manera: un 28,5% tenia menys de 18 anys, un 3,4% entre 18 i 24, un 27,2% entre 25 i 44, un 20,9% de 45 a 60 i un 20% 65 anys o més.
L'edat mediana era de 40 anys. Per cada 100 dones de 18 o més anys hi havia 84,6 homes.
La renda mediana per habitatge era de 33.333 $ i la renda mediana per família de 37.813 $. Els homes tenien una renda mediana de 28.125 $ mentre que les dones 22.708 $. La renda per capita de la població era de 23.122 $. Entorn del 6,2% de les famílies i el 5,3% de la població estaven per davall del llindar de pobresa.

## Poblacions més properes
El següent diagrama mostra les poblacions més properes.